# El Zack i el Quack
El Zack i el Quack (anglès: Zack & Quack) és una sèrie de televisió infantil creada per Gili Dolev i Yvette Kaplan, propietat de Zodiak Media. La sèrie es va estrenar a Nick Jr. al Regne Unit i Irlanda el 7 de febrer de 2014, i als Estats Units d'Amèrica dos mesos després. Va acabar el 5 de febrer de 2017, amb 33 episodis i 3 temporades. La sèrie segueix les aventures d'un nen dinàmic i aventurer anomenat Zack i el seu millor amic anomenat Quack, un ànec blau i blanc molt impulsiu i curiós. A Catalunya s'emet pel canal Super3.

## Personatges
- Zack
- Quack
- Kira
- Flonjo (Fluffy)
- Panxut (Belly-Up)
- Pif (Hop) i Paf (Skip)